# 安東·安德雷亞森
安東·安德雷亞森（瑞典語：Anton Andreasson；1993年7月26日—）是一位瑞典足球運動員。在場上的位置是中場。他現在效力於瑞典足球超級聯賽球隊艾夫斯堡體育會。他也代表瑞典國家足球隊參賽。